# Dalnegorsk
Dalnegorsk ( em russo:  Дальнего́рск, longe nas montanhas ) é uma cidade em Primorsky Krai, na Rússia. Tem uma população de 37.519 ( Censo 2010 ).